# Cerrillos (Ponce)
Cerrillos es un barrio ubicado en el municipio de Ponce en el estado libre asociado de Puerto Rico. En el Censo de 2010 tenía una población de 4356 habitantes y una densidad poblacional de 507,35 personas por km².

## Geografía
Cerrillos se encuentra ubicado en las coordenadas 18°3′21″N 66°34′21″O / 18.05583, -66.57250. Según la Oficina del Censo de los Estados Unidos, Cerrillos tiene una superficie total de 8.59 km², de la cual 8.06 km² corresponden a tierra firme y (6.12%) 0.53 km² es agua.

## Demografía
Según el censo de 2010, había 4356 personas residiendo en Cerrillos. La densidad de población era de 507,35 hab./km². De los 4356 habitantes, Cerrillos estaba compuesto por el 85.22% blancos, el 6.06% eran afroamericanos, el 0.23% eran amerindios, el 0.07% eran asiáticos, el 6.82% eran de otras razas y el 1.61% pertenecían a dos o más razas. Del total de la población el 99.29% eran hispanos o latinos de cualquier raza.